# Acrocercops insulella
Acrocercops insulella là một loài bướm đêm thuộc họ Gracillariidae. Nó được tìm thấy ở Saint Vincent và the Grenadines và Cộng hòa Dominica. Nó được miêu tả bởi Walsingham, Lord Thomas de Grey năm 1891.